# Nissan Silvia
Nissan Silvia je sportovní automobil, který od roku 1964 do roku 2002 vyráběla japonská automobilka Nissan. Automobil byl označován různými jmény a vyráběl se v několika generacích.

## Silvia CSP311

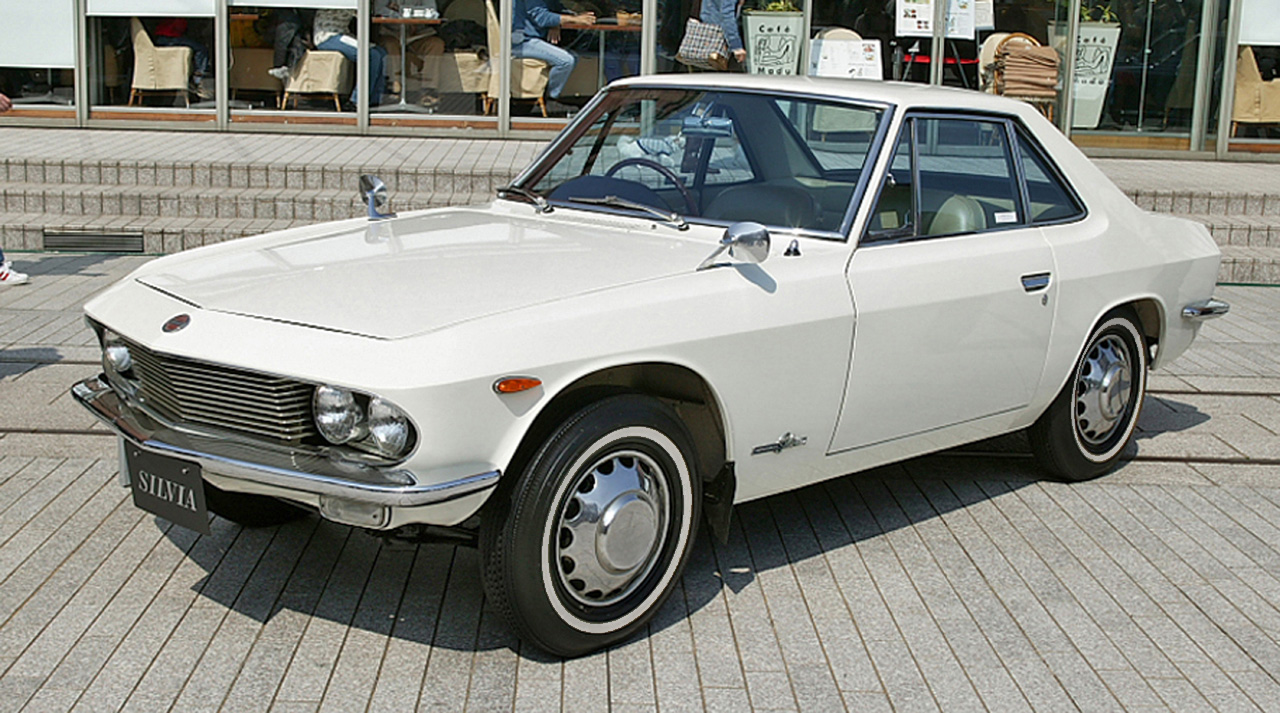
Původní Datsun Silvia

Původní Silvia se vyráběla mezi lety 1965 až 1968. Vůz byl ale představen již na Tokijském autosalonu v roce 1964. V nabídce byl jeden motor o objemu 1,6 litru s dvěma karburátory. Design kabrioletu vytvořil Albrecht Graf von Goertz
Do roku 1968, kdy byla výroba ukončena, bylo vyrobeno celkem 554 kusů tohoto vozu, většina v roce 1965. Každý z nich byl unikát, protože obsahoval ručně vyráběné části karoserie. Naprostá většina vozů zůstala v Japonsku, pouze 49 automobilů bylo vyvezeno do Austrálie a dalších 10 do ostatních zemí.
Nízký počet vyrobených vozů a zdlouhavý proces jejich stavby zaručovaly, že každý exemplář byl jedinečný a měl svou cenu. To se promítlo i do prodejní ceny vozu, která byla takřka dvojnásobná v porovnání s následující generace modelu. Po ukončení výroby v roce 1968 se další vozy pod stejným jménem začaly vyrábět až v roce 1975.
Rozměry
- Rozvor – 2,280 mm
- Délka – 3,985 mm
- Šířka – 1,510 mm
- Výška – 1,275 mm
- Hmotnost – 980 kg

## S10

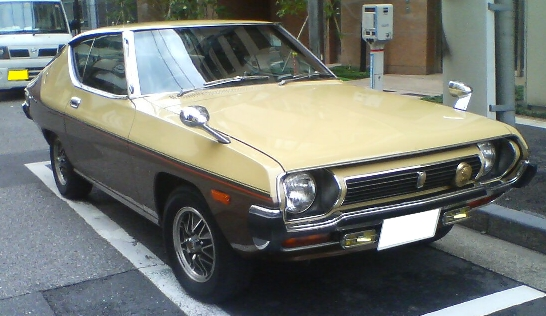
Nissan Silvia S10

Druhá generace označovaná jako S10 se někde prodávala jako Datsun 200SX. Vyráběla se v letech 1975 až 1979.
V Japonsku byl vůz vybaven řadovým čtyřválcem L18 o obsahu 1,8 l a disponoval technologií na řízení emisí NAPS. Stejný motor byl montován i do vozů Datsun 610/Bluebird 180B. Převodovka mohla být buď třístupňová automatická, nebo pětistupňová manuální. V Americe byl vůz nabízen s větším motorem L20 o obsahu 2 l, stejně jako Bluebird 200B a Skyline. Byl vybaven nárazníkem, tlumícím náraz do rychlosti 8 km/h a prodával se pod označením Datsun 200SX. Obchodní úspěch na obou trzích byl značně omezený, většina zákazníků dala přednost vozu Toyota Celica, který vnímali jako ten, který má „čistší tvary“.
Rozměry
- Rozvor – 2,340 mm
- Délka – 4,135 mm
- Šířka – 1,600 mm
- Výška – 1,300 mm
- Hmotnost – 990 kg

## S110

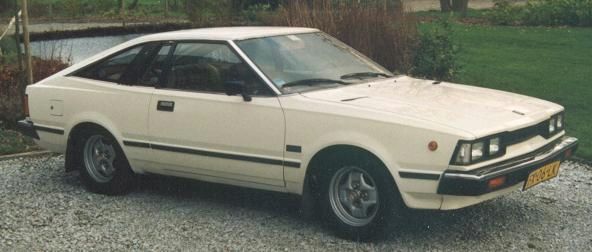
Nissan Silvia S110

Generace Silvia S110 byla třetí, která se prodávala pod tímto jménem. Výroba probíhala v letech 1979 až 1983. Prodávala se pod názvy Nissan Gazelle nebo Datsun 200SX. Na výběr byla jako dvoudveřové kupé nebo třídveřový hatchback. Od roku 1983 do roku 1985 byla vyráběna sportovní verze Nissan 240 RS.

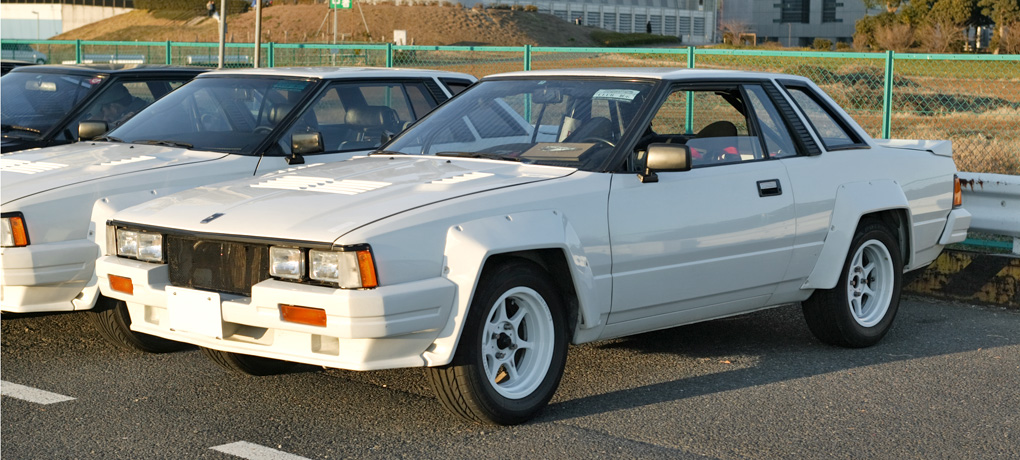
Nissan 240 RS

Motory
- 1.8 L
- 2.0 L
- 2.2 L
- 2.0 L
- 2.4 L

Rozměry
- Rozvor – 2,400 mm
- Délka – 4,400 mm
- Šířka – 1,680 mm
- Výška – 1,310 mm
- Hmotnost – 1,105 kg

## S12

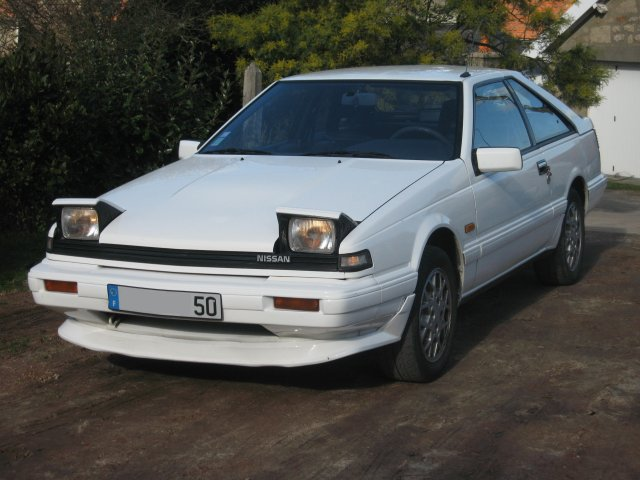
Nissan 200SX

Čtvrtá generace S12 se vyráběla od roku 1984 do roku 1988. Prodáván byl také pod jmény Nissan 180SX, Nissan 200SX a Nissan Gazelle. Vůz byl vyráběn jako dvoudveřové kupé nebo třídveřový hatchback. Padesát kusů bylo vyrobeno s karoserií kabrioletu. Na výběr byla pětistupňová manuální nebo čtyřstupňová automatická převodovka. Vozy byly odlišné podle trhu, pro který byly určeny.
'Motory
- CA18ET – 1.8 L SOHC Turbo
- CA20E – 2.0 L SOHC (pouze USA a Austrálie)
- CA18DET – 1.8 L DOHC Turbo (pouze Japonsko)
- VG30E – 3.0 L V6 (pouze USA)
- FJ20E – 2.0 L DOHC
- FJ20ET – 2.0 L DOHC Turbo

Rozměry
- Rozvor – 2,425 mm
- Délka – 4,430 mm
- Šířka – 1,660 mm
- Výška – 1,330 mm
- Hmotnost – 1,170 kg

## S13

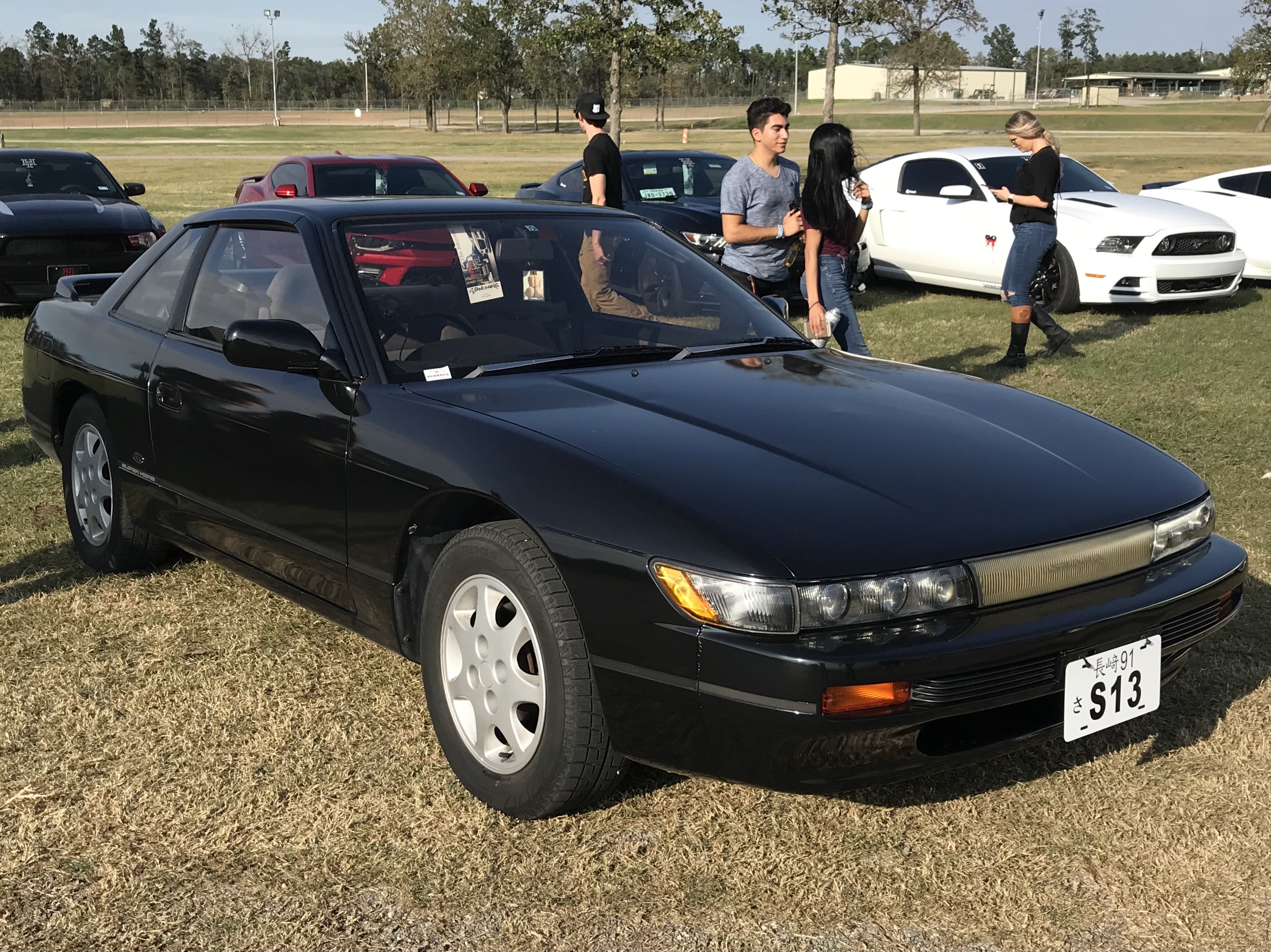
Nissan Silvia S13 K's

Pátá generace se vyráběla od roku 1989 do roku 1994 ve variantách kupé a kabriolet. Prodávala se pod jmény Nissan 200SX a Nissan 240SX. Jméno Silvia bylo použito jen v Japonsku.
Motor má litinový blok válců a hlava válců je z lehké slitiny. Na jednom válci jsou čtyři ventily. Vstřikování paliva je elektronicky řízené stejně jako zapalování. Kola jsou nezávisle zavěšená na vzpěrách MacPherson. Karoserie je samonosná ocelová.

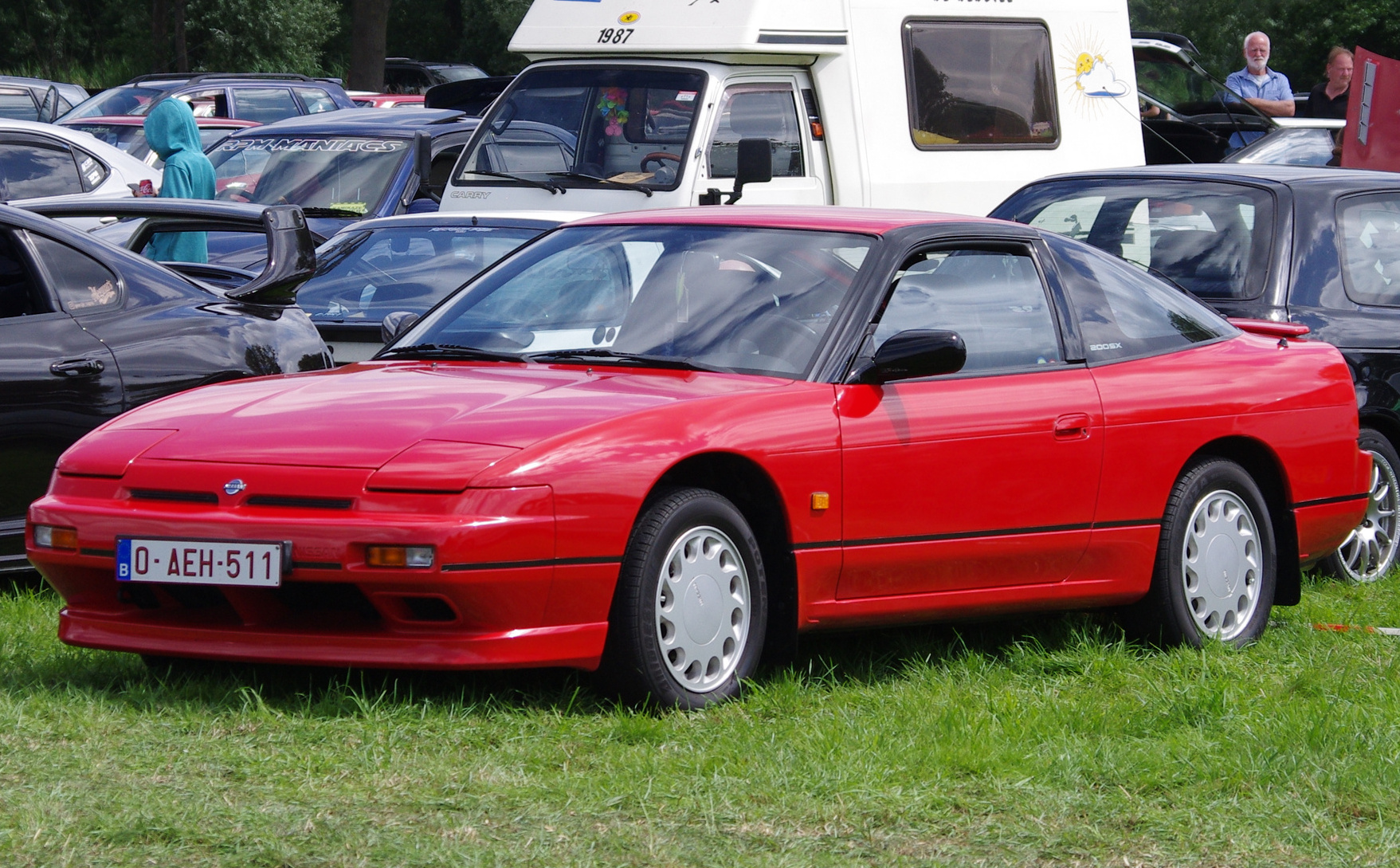
NISSAN 200SX S13 88-94

Motory
- 2.4L KA24E SOHC
- 2.4L KA24DE DOHC
- 2.0L SR20DET DOHC Turbo
- 2.0L SR20DE DOHCNISSAN 200SX S13 88-94
- 1.8L CA18DE DOHC
- 1.8L Turbo CA18DET

Rozměry
- Rozvor – 2474 mm
- Délka – 4521 mm
- Šířka – 1689 mm
- Výška – 1290 mm
- Hmotnost – 1224 kgNissan Silvia S13 K's

## S14
Šestá generace Silvie byla poprvé uvedena na trh v Japonsku v roce 1995. Ve srovnání s generací předchozí byla nižší a širší. Nový design oblých tvarů vzbozoval dojem, že nový vůz je mnohem větších rozměrů než předchozí model, ale ve skutečnosti byl tento rozdíl minimální. Zvětšil se však ale například rozvor kol, což výrazně zlepšilo ovladatelnost vozidla. Na rozdíl od exporních trhů, kde se vozy Silvia S14 příliš dobře neprodávaly, v Japonsku pokračoval trend velké obliby tohoto automobillu.
V roce 1996 prošel vůz faceliftem a získal mírně agresívnější vzhled. Původní model je označován jako Zenki, po prodělaném faceliftu se pak hovoří o modelu Kouki. Změna se dotýkala především předních světlometů, zadních světel, kapoty, blatníků, masky chladiče a nárazníků. Drobnými změnami prošel i interiér vozu.

## S15
Sedmá generace se vyráběla od roku 1999 do roku 2002 . Vznikla v Tokiu.
Silvia S15 byla nejčastěji vybavena motorem SR20DET o výkonu 250 koňských sil (184 kW). Alternativní motor SR20SE (bez turba) dosahoval 165 koňských sil (121 kW). Vůz disponoval 5 nebo 6stupňovou manuální převodovkou, nebo 4stupňovým automatem.
Zvnějšku i zevnitř vypadala Silvie S15 dostatečně agresivně, koncepce nové karoserie odpovídala současným trendům v automobilovém designu.
Silvia S15 se prodávala pouze v Japonsku, Austrálii a na Novém Zélandu. V poslední dvou jmenovaných zemích se automobil prodával pod názvem Nissan SX240, přičemž v Austrálii byl dostupný pouze ve verzi s turbo motorem. Díky šedému exportu se ale vůz rozšířil ve většině zemí světa.

## Sileighty a Onevia
Sileighty je pojem označující upravenou verzi modelu S13 s vyklápěcími světly, u které jsou přední panely karoserie a přední světla nahrazeny díly z modelů s pevnými světly. Tato úprava byla populární v japonské tuningové kultuře, kvůli lepším aerodynamickým vlastnostem a levnějším opravám. Název vyplývá ze jména modelu Silvia a ze jména modelu 180SX (one-eighty). Kromě dílů karosérie docházelo také k instalaci výkonnějších motorů. Popularita této úpravy vzrostla po angažmá v japonském animovaném seriálu Initial D. Opakem této úpravy je tzn. Onevia – vůz, původně se světly pevnými přestavěný na vyklápěcí světla. Několik těchto vozů vyrobila i přímo firma Nissan, na rozdíl od Sileighty. Objevují se také výměny předních částí mezi generacemi – výsledek se nazývá podle typu šasi auta – tedy například S14, a spolu s tečkou se přidá poslední číslice označení šasi vozu z kterého přední část pochází – výsledek je tedy například S13.5 nebo S14.3.

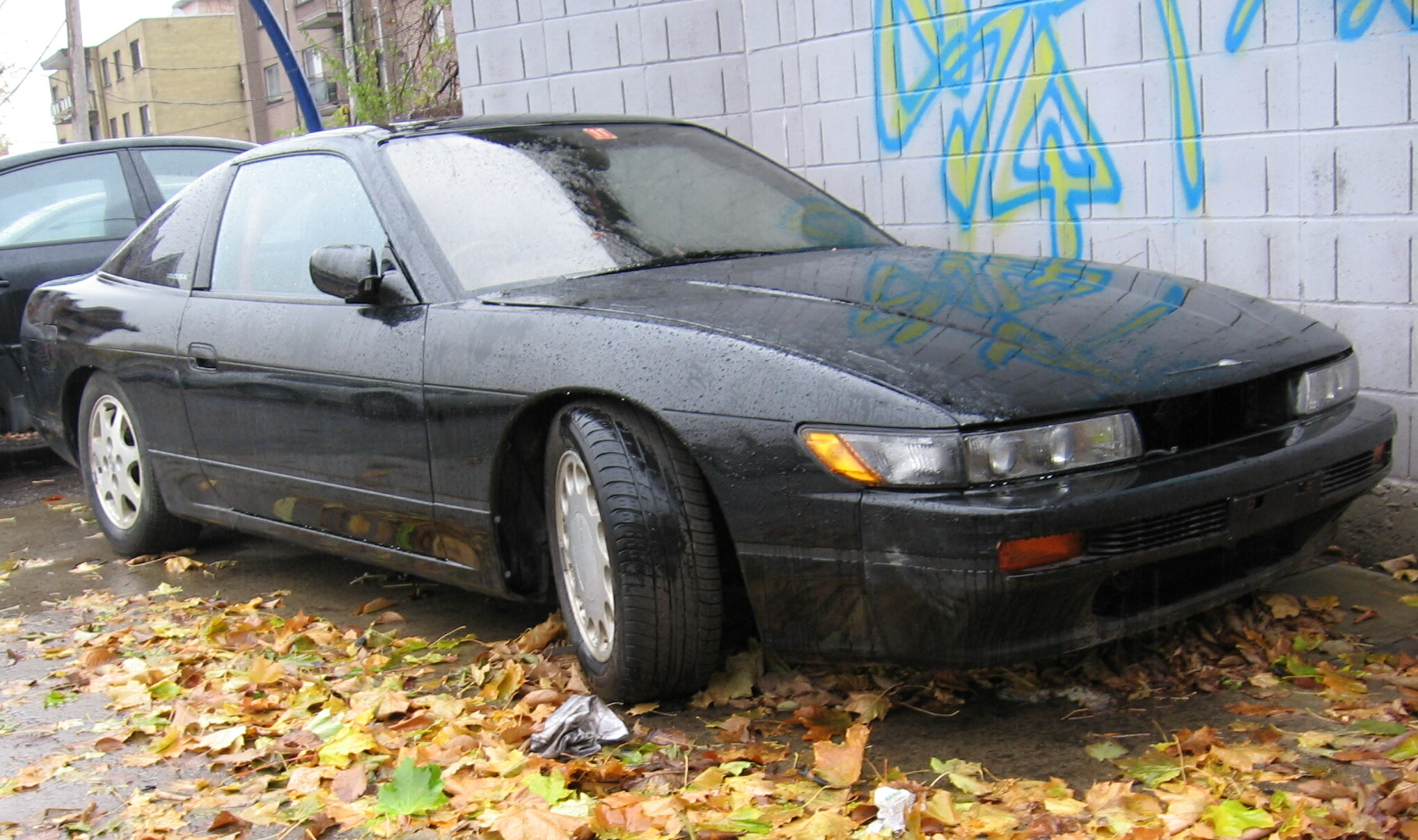
Sileighty

## Závodní verze

### Nissan 240 RS

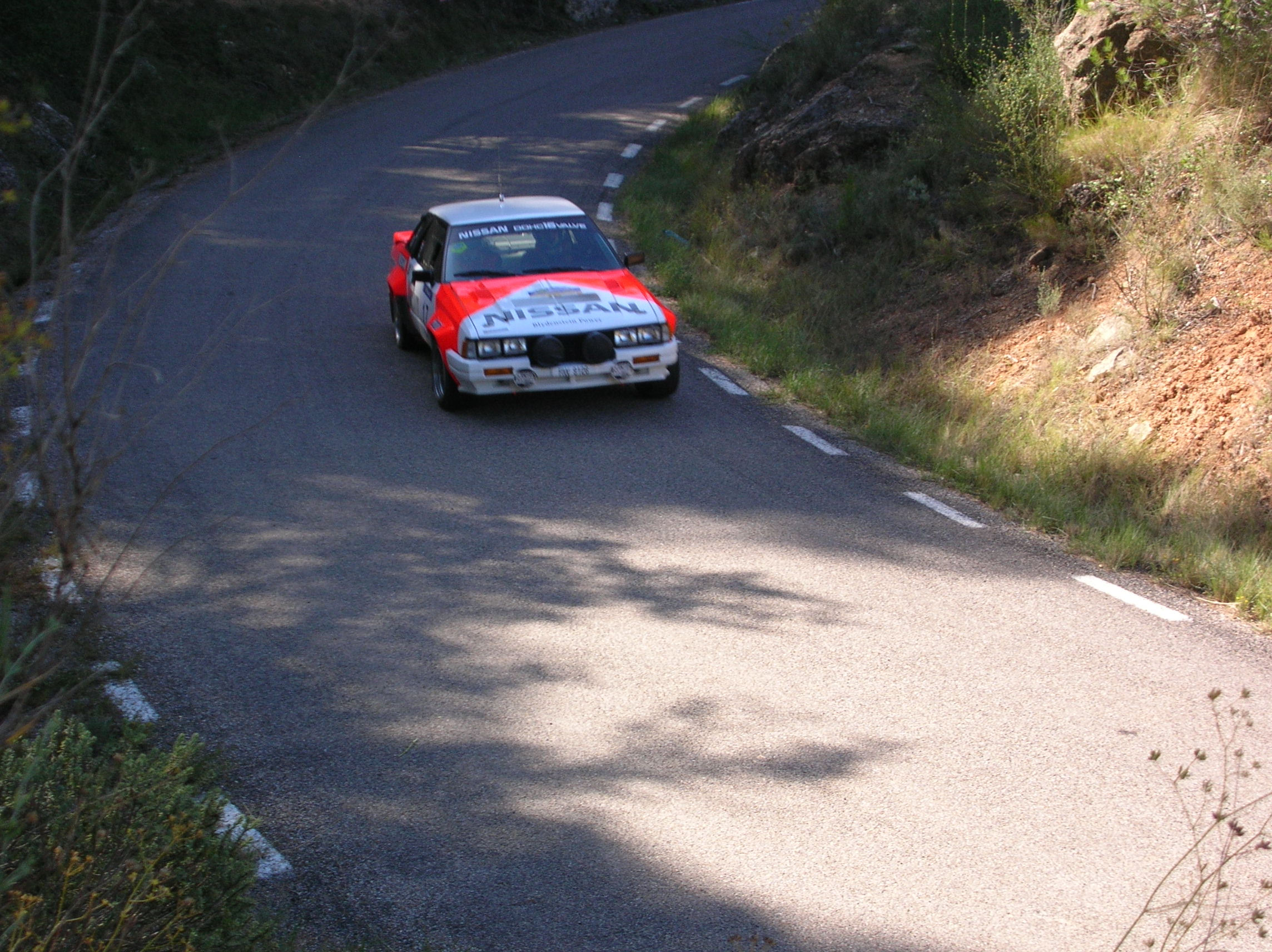
Nissan 240 RS

Jednalo se o závodní speciál pro rallye ve skupině B. Jeho základem byl sériový model Silvia HT RS. Vůz byl vybaven rozšířenými blatníky a byl vyroben přesně v počtu požadovaných 200 kusů. Z toho 150 mělo levostranné řízení. První sezonou bylo mistrovství světa v rallye 1983. Vozy ale měly od počátku poháněnou jen jednu nápravu a zaostávaly za Audi Quattro. Největším úspěchem bylo druhé místo na Rallye Nový Zéland 1983. Další řadu úspěchů získaly vozy na soutěžích v Africe.
Vůz měl samonosnou kovovou dvoudveřovou karoserii s plastovým víkem kufru a kapotou. K pohonu sloužil atmosférický čtyřválec o objemu 2391 cm3 s rozvodem DOHC, který dosahoval výkonu 265 koní a točivého momentu 260 Nm. Výkon zvyšoval karburátor Solex. Převodovka byla pětistupňová manuální a spojka byla dvoulamelová. Podvozek byl typu McPherson s kapalinovými tlumiči. Brzdy byly kotoučové dvoulamelové. Vůz byl dlouhý 4300 mm, široký 1800 mm a vážil pouhých 980 kg.